# Griechisch-Orthodoxe Metropolie von Deutschland
Die Griechisch-Orthodoxe Metropolie von Deutschland ist die dem Ökumenischen Patriarchat von Konstantinopel nachgeordnete griechisch-orthodoxe Diözese für Deutschland. Sitz des Metropoliten ist Bonn. Zur Metropolie gehören über 70 Kirchengemeinden mit über 150 Gottesdienststätten. Etwa 450.000 orthodoxe Christen insbesondere griechischer, in geringerem Umfang auch rumänischer Herkunft gehören den Gemeinden an. Damit ist die Metropolie die größte orthodoxe Diözese Deutschlands.

## Geschichte

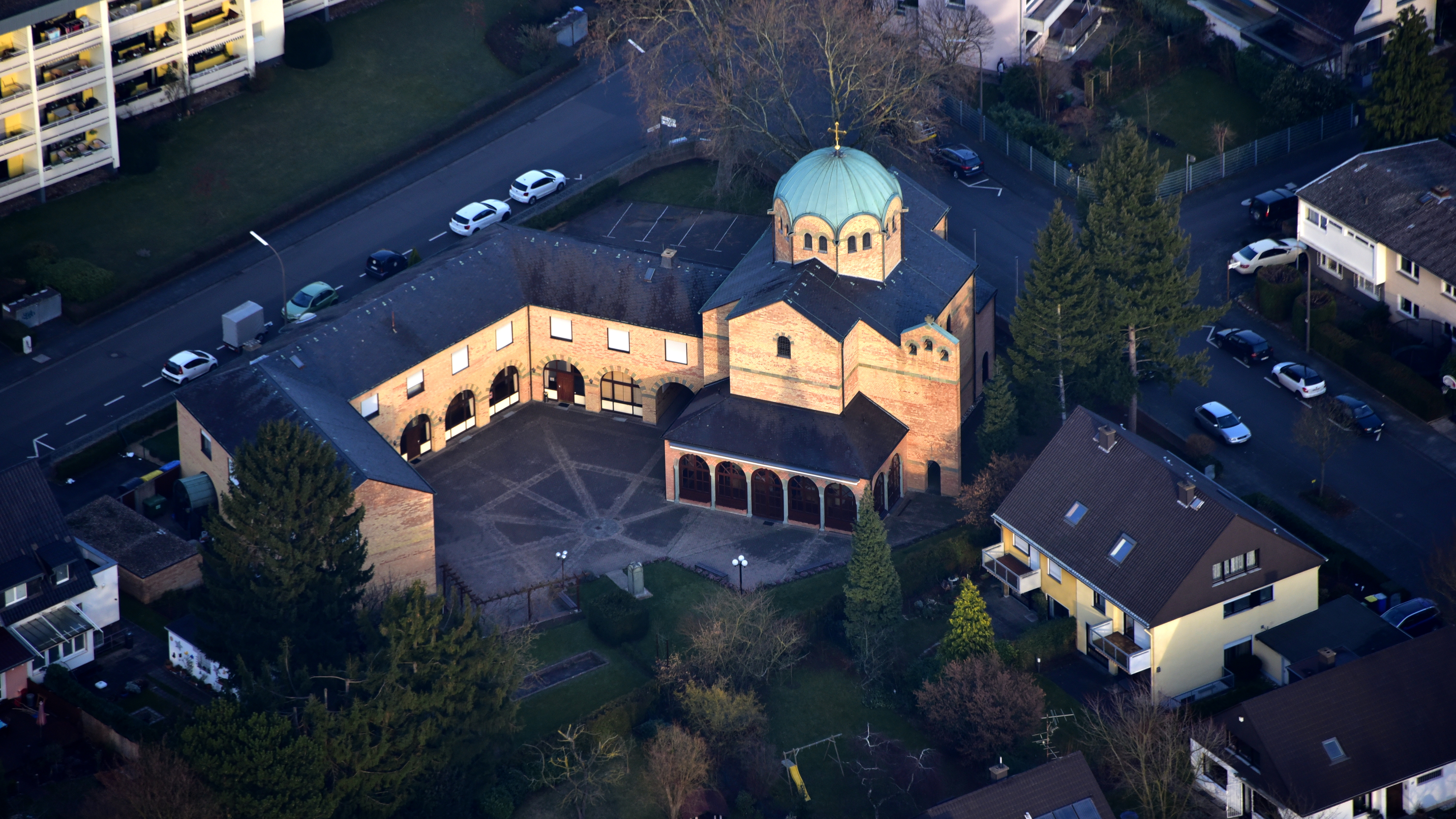
Agia Trias, Luftaufnahme (2018)

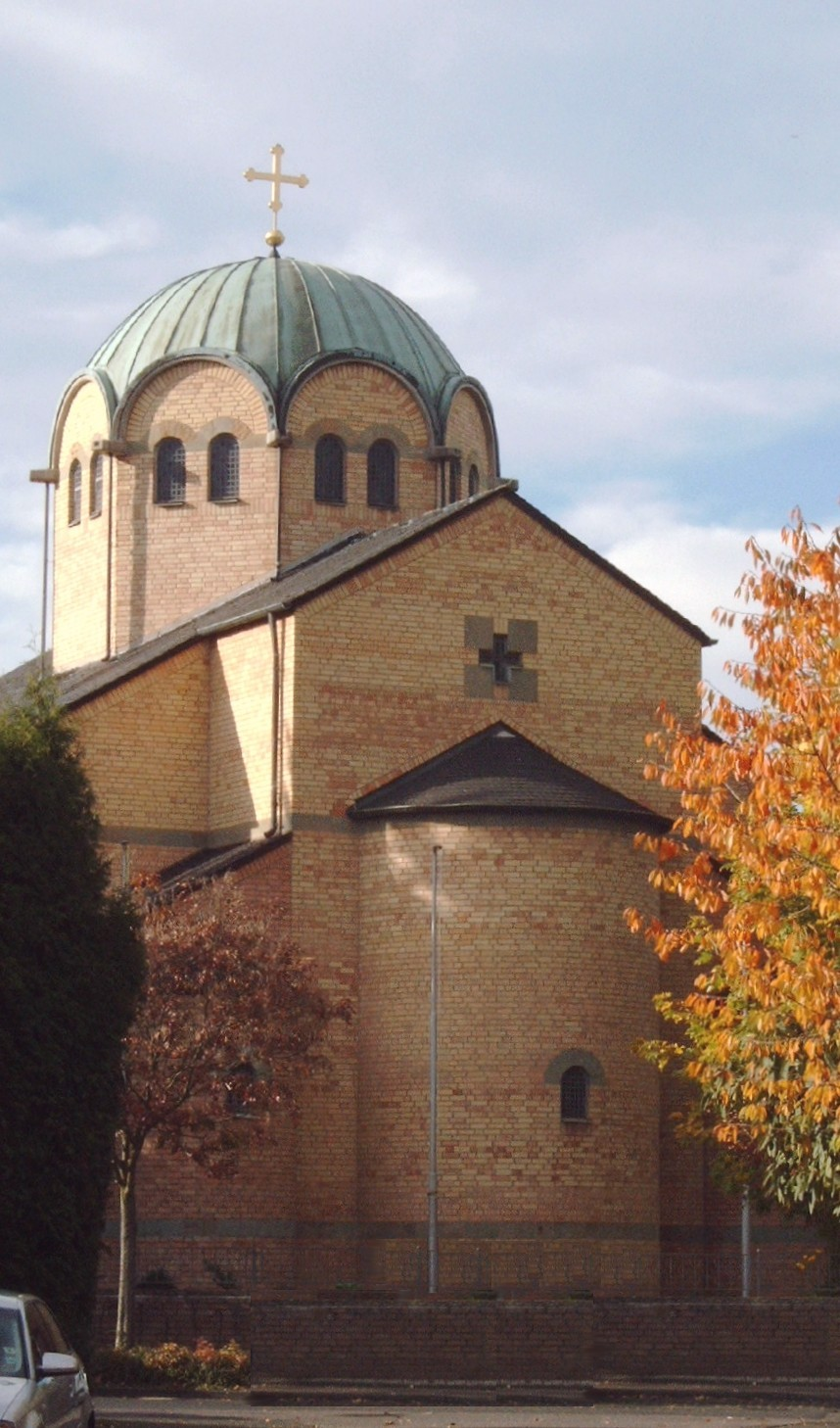
Kathedrale Agia Trias in Bonn

Bereits um 1700 wurden im Griechenhaus in Leipzig Gottesdienste abgehalten. Orthodoxe Kirchengemeinden existierten in Deutschland bereits im 19. Jahrhundert. Bis in die 1960er Jahre erfolgte die Betreuung der Gläubigen über das Erzbistum von Thyateira und Großbritannien mit Sitz in London.
Am 5. Februar 1963 wurde im Zuge einer Neuordnung der Kirchengemeinden in der griechischen Diaspora eine eigene Metropolie für Deutschland gegründet, die Bischöfe in vier Städte entsandte. Seit August 1969 ist die Griechisch-Orthodoxe Metropolie von Deutschland gleichzeitig Exarchat von Zentraleuropa. Am 20. Dezember 1972 wurde ihre Verfassung verabschiedet. Die offizielle Mitarbeit der Metropolie in der Arbeitsgemeinschaft Christlicher Kirchen (ACK) in Deutschland begann mit der Vollmitgliedschaft am 8. November 1973. Kontakte zwischen der ACK und ihr begannen jedoch schon 1966. Am 29. Oktober 1974 erfolgte die erste Anerkennung der Metropolie als Körperschaft des öffentlichen Rechts durch das Land Nordrhein-Westfalen, der bis 1981 weitere Anerkennungen für alle alten Bundesländer folgten.
Anfang 1978 wurde das Metropolitanzentrum mit der Agia-Trias-Metropolitankathedrale in Bonn fertiggestellt, welche bis heute Sitz der Metropolie ist.

### Metropoliten
Die bisherigen Metropoliten waren:
- 1964–1968: Polyeuktos (Finfinis)
- 1969–1971: Iakovos (Tzanavaris)
- 1971–1980: Irineos (Galanakis)

Flagge des Patriarchats von Konstantinopel, wie sie auch von der Griechisch-Orthodoxe Metropolie von Deutschland verwendet wird

- 1980–0000: Augoustinos (Lambardakis)

Vikarbischof
- Bischof von Aristi Vasilios Tsiopanas
- Bischof von Lefka Evmenios Tamiolakis
- Bischof Bartholomaios von Arianz
- Bischof Emmanuel  (Sfiatkos) von Christoupolis, ernannt am 23. Juni 2020.[3]
- Bischof Ambrosius Koutsouridis, am 19. Mai 2021 gewählt.[4]

## Zeitschriften
- Oktober 1967 bis Juni 1968: Monatszeitschrift mit dem Titel Phylax (= Wächter)
- April 1972 bis Ende 1979: Orthodoxos Metanastis (= Orthodoxer Migrant)
- Anfang 1981 bis heute: Vierteljahreszeitschrift mit dem Titel Orthodoxe Parousia (= Orthodoxe Gegenwart)